# بيكش (نمة شير)
بیکش (بالفارسية: بیکش) هي قرية تقع في إيران في قسم نمة شیر الريفي. يقدر عدد سكانها بـ 181 نسمة بحسب إحصاء 2016.